# Альтшулер, Роман Зиновьевич
Роман Зиновьевич Альтшулер (16 апреля 1919, Сызрань — 14 августа 2003, Москва) — советский шахматист, мастер спорта СССР (1965), международный мастер ИКЧФ (1967). Тренер по шахматам.
Один из сильнейших в СССР специалистов по заочной игре в шахматы. Участник нескольких чемпионатов СССР по переписке: 4-й (1957—1960, 8—10 места), 6-й (1963/1964, 4-е место), 7-й (1965/1966, 14—16-е места) и 14-й (1979/1980, 8-е место). Участник 5-го чемпионата мира по переписке (1965—1968, финал — 9—11 места).
По основной профессии — историк, педагог. Работал преподавателем по истории на подготовительных курсах при МГУ. С начала 1970-х годов и до последних лет жизни — руководитель и тренер шахматного клуба Бауманского дворца пионеров и школьников в переулке Стопани (где ещё в 1930-х годах при визитах в Москву давали сеансы одновременной игры Капабланка и Ласкер). Среди воспитанников шахматного клуба в годы руководства Альтшулера — гроссмейстер Мария Манакова,  чемпион России 1992 года, гроссмейстер Алексей Гаврилов,  ряд международных мастеров и мастеров спорта СССР. 
Страстный театрал и библиофил, собрал одну из крупнейших в Москве шахматных библиотек.
Был дважды женат. Единственный сын эмигрировал в Израиль.
Скончался 14 августа 2003 года в Москве. Похоронен на Перепечинском кладбище.